# Тиж Павло Володимирович
Павло́ Володи́мирович Ти́ж — майор Збройних сил України, військовий розвідник.

## Нагороди
14 серпня 2014 року — за особисту мужність і героїзм, виявлені у захисті державного суверенітету та територіальної цілісності України, вірність військовій присязі під час російсько-української війни, відзначений — нагороджений орденом Богдана Хмельницького III ступеня.